# Katy Freels
Mary Kathryn Freels (* 8. April 1990 in Homewood, Alabama als Mary Kathryn Frierson) ist eine US-amerikanische Fußballspielerin.

## Karriere

### Verein
Freels spielte während ihres Studiums an der Auburn University für das dortige Hochschulteam der Auburn Tigers und lief in der W-League-Saison 2010 für die Atlanta Silverbacks auf. Anfang 2012 wurde sie vom WPS-Teilnehmer Atlanta Beat gedraftet, die komplette Liga wurde jedoch noch vor Saisonstart aufgelöst und Freels schloss sich stattdessen dem WPSL-Elite-Teilnehmer Western New York Flash unter Trainer Aaran Lines an.
Im Februar 2013 wurde sie beim sogenannten Supplemental-Draft zur neugegründeten NWSL in der ersten Runde an Position fünf vom Sky Blue FC verpflichtet. Ihr Ligadebüt gab Freels am 14. April 2013 bei einem 1:0-Heimsieg gegen Western New York Flash, ihren ersten Treffer in der NWSL erzielte sie am 16. Juni gegen die Boston Breakers. Nach der Saison 2015 verließ sie den Sky Blue FC.

### Nationalmannschaft
Freels war bis ins Jahr 2009 Mitglied der US-amerikanischen U-20- und U-23-Nationalmannschaften.